# Степанченко Дмитро Андрійович
Дмитро́ Андрі́йович Степа́нченко (24 травня 1970 — 5 вересня 2014) — майор Збройних сил України, учасник російсько-української війни.

## Життєвий шлях
Народився 1970 року в місті Уссурійськ (Приморський край, РРФСР). У 1990 році закінчив Новосибірське вище військове командне училище. Проживав у Луганську. Майор, заступник командира батальйону 1-ї окремої гвардійської танкової бригади по роботі з особовим складом.
Близько 14 години 4 вересня 2014-го разом з частиною військовослужбовців механізованого батальйону 1-ї ОТБр та взводом 3-го батальйону територіальної оборони «Воля» майор Дмитро Степанченко прибув на блокпост «Весела гора». Від командира частини отримав завдання зайняти блокпост біля населеного пункту Шишкове. Близько 16-ї години колона вирушила на позицію, ще до вечора її зайняла.
Приблизно об 11:00 5 вересня зі спостережного поста надійшла доповідь про наближення колони бронетехніки та автомобілів з тильної сторони блокпоста до села Шишкове. Колона зайшла в село, містила в своєму складі 3 танки, 2 БМП-1, вантажний тентований автомобіль з особовим складом, ЗіЛ-131 з ЗУ-27 на кузові, позашляховик марки «Jeep». Майор Степанченко віддав наказ зайняти оборону та побіг по позиціях, де серед особового складу почалася дезорганізація. Упритул до спостережного поста під'їхав позашляховик і з нього обстріляли позиції. Особовий склад блокпоста відкрив вогонь у відповідь.
Після від'їзду автомобіля колона бронетехніки розгорнулася в бойовий порядок і почала обходити військовиків з різних сторін, при цьому відкривши щільний вогонь. Вояки на блокпосту намагалися з СПГ уразити найближчий танк противника, після того змінили позицію та почали обстрілювати танк з РПГ-7В, до якого через деякий час закінчилися гранати. Старший солдат Олійник Ю. М. з майором Степанченком підносили гранати від автомобіля ЗіЛ-131. Після чергового влучання снаряда з танка в блокпост Дмитро Степанченко зазнав смертельного осколкового поранення.
Вже після бою, під час виходу з оточення 5—7 вересня, загинули підлеглі майора Степанченка майор Євген Лоскот, капітан Анатолій Буряк, старший солдат Андрій Малашняк, солдат Дмитро Власенко, та двоє станом на лютий 2017-го не ідентифікованих вояків, похованих у могилах № 6417 та № 6418.
Без Дмитра лишились мама, дружина, син Сергій.
Похований у Луганську.

## Нагороди і вшанування
За особисту мужність і героїзм, виявлені у захисті державного суверенітету та територіальної цілісності України, вірність військовій присязі під час російсько-української війни, відзначений — нагороджений
- 15 травня 2015 року — орденом Богдана Хмельницького III ступеня (посмертно)[1]
- Його портрет розміщений на меморіалі «Стіна пам'яті полеглих за Україну» в Києві: секція 4, ряд 2, місце 19
- Вшановується в меморіальному комплексі «Зала пам'яті», в щоденному ранковому церемоніалі 5 вересня[2]